# Floyd McClung
Floyd McClung (Long Beach (Californië), 3 augustus 1945 – Kaapstad, 29 mei 2021) was een Amerikaans schrijver, voorganger en zendeling. Hij was jarenlang een van de toonaangevende leiders van de zendingsorganisatie Jeugd met een Opdracht geweest.

## Levensloop
McClung studeerde in 1967 af aan het Southern California College. Floyd en Sally McClung sloten zich, na hun huwelijk in 1967, aan bij de organisatie Jeugd met een Opdracht (JmeO). Nadat hij enkele jaren met zijn gezin in Afghanistan had gewoond en daar zending had bedreven onder westerse hippies, kwam hij in 1973 in Nederland. Daar was McClung lange tijd het gezicht van de Nederlandse tak van JmeO als nationaal directeur en visionair leider. Hij leidde van 1973 tot 1975 het werk op De Ark: twee aangekochte boten die achter het Centraal Station lagen. JmeO gebruikte deze boten als basis om onder de hippies in Amsterdam te evangeliseren en (drugs)verslaafden te helpen.
Toen voormalig Lepracentrum Heidebeek als centrum voor training werd aangekocht, verhuisden zij naar Heerde. In de jaren 80 gingen ze terug naar Amsterdam om het werk daar een nieuwe impuls te geven onder de naam Urban Missions. McClung was een bekend spreker binnen christelijk Nederland en later wereldwijd. Ook schreef hij een twaalftal boeken. De bekendste zijn Het Vaderhart van God en Werken voor God bij de duivel op de stoep.
Van 1985 tot 1992 was McClung internationaal directeur van Jeugd met een Opdracht. Samen met zijn vrouw Sally werkte hij onder andere in India, Nepal, Spanje, Frankrijk, Engeland, Nieuw-Zeeland en Canada. In 1994 richtte McClung de organisatie All Nations op, een organisatie die zich richt op het toerusten van christenen om kerken te stichten op universiteitscampussen en onder de armen.
Op 1 januari 2000 werd hij voorganger van de Metro Christian Fellowship in Kansas. McClung woonde en werkte met zijn vrouw voor de organisatie All Nations in Kaapstad. McClung was vader van twee kinderen.
In februari 2016 werd McClung getroffen door een ernstige bacteriële infectie, complicaties en een herseninfarct, waardoor hij niet meer kon spreken. Eind mei 2021 overleed McClung op 75-jarige leeftijd.